# (10832) Hazamashigetomi
(10832) Hazamashigetomi (1993 VN2) – planetoida z pasa głównego asteroid okrążająca Słońce w ciągu 3,52 lat w średniej odległości 2,31 j.a. Odkryta 15 listopada 1993 roku.